# Libero Bigiaretti
Libero Bigiaretti (Matelica, 16 maggio 1905 – Roma, 3 maggio 1993) è stato un poeta, scrittore e traduttore italiano.

## Biografia
Libero Bigiaretti nasce a Matelica il 16 maggio 1905 e si trasferisce giovanissimo a Roma dove le sue condizioni economiche non gli permettono di svolgere studi regolari. Per poter vivere svolge svariati lavori, tra i quali l'apprendista muratore e il disegnatore tecnico, ma non rinuncia allo studio al quale si applica di sera creandosi così, da autodidatta, una buona preparazione. Iscrittosi al Liceo artistico riesce infine a diplomarsi.
Dopo la guerra si trasferisce ad Ivrea dove assume l'incarico di direttore dell'ufficio stampa dell'Olivetti e in seguito di segretario del Sindacato Nazionale Scrittori.

Scrittore prolifico inizia la sua attività alla fine degli anni ''30, esordendo come poeta con la raccolta di poesie pubblicata nel 1936 con il titolo di Ore e stagioni alla quale segue, nel 1940, Care ombre.
Dedicatosi in seguito alla narrativa, tranne Lungadora 1955, scrive numerosi romanzi e racconti nei quali analizza con grande abilità i sentimenti, primo tra i quali Esterina nel 1942, in cui narra la nascita e il deteriorarsi del rapporto sentimentale dei protagonisti, al quale segue, nel 1950 Carlone.

All'attività di narratore e poeta unisce anche quella di traduttore dei classici francesi e di giornalista collaborando a diversi quotidiani, da L'Avanti! all'l'Unità e nel dopoguerra diventa redattore di Mondoperaio.
Verso la fine degli anni '60 iniziò una collaborazione con la Rai, che si tradusse in due importanti programmi culturali: Dito puntato (1967) e Punto interrogativo (1971-73), trasmissione trisettimanale di cui andarono in onda alcune centinaia di puntate, condotte da Bigiaretti e dal critico letterario Luigi Silori.
Vincitore di vari premi letterari, pubblica nel 1952 La scuola dei ladri e nel 1954 I figli col quale vince il Premio Marzotto. In queste opere egli affronta i temi a lui cari della difficoltà dei rapporti interpersonali e dell'incomunicabilità tra padri e figli. Con  Le indulgenze del 1966, racconto minuzioso di una lunga serata in una società artistico-letteraria dove viene svelata la falsità di un mondo in cui affari e scambi di favori sono spacciati per politica, arte, cultura (un racconto in cui imperversa la noia, l'indecisione e l'incapacità di vivere), vince il Premio Chianciano e con La controfigura del 1968 il Premio Viareggio.
Nel 1963, Bigiaretti aveva acquistato dagli eredi di Corrado Alvaro una grande casa in mezzo alla campagna a Vallerano, casa dove Alvaro aveva passato gran parte della propria vita dal 1939 fino alla morte e dove lo stesso Bigiaretti trascorse molto tempo insieme alla moglie Matilde, giornalista di costume.
Lo scrittore esprimerà il suo impegno morale anche in altri romanzi innovativi come Uccidi o muori del 1958 dove inaugura un nuovo filone narrativo basato su una dimensione surreale  ripreso in seguito nei romanzi Abitare altrove(1989), Il Congresso (1963), Dalla donna alla luna (1972) dove affronta il tema del disagio dell'uomo nella società industriale e in particolare quello del condizionamento tecnologico e della spersonalizzazione dei rapporti umani dando così un contributo alla letteratura ispirata dall'industria, attraverso l'esame del rapporto tra un uomo di cultura e alcuni operai.
Fu autore anche di testi teatrali: L'Intervista con Don Giovanni (1958) e Licenza di Matrimonio (1968). È infine da ricordare il carteggio tra Bigiaretti e vari esponenti della cultura novecentesca, tra cui Giorgio Caproni e Mario Luzi, composto da oltre settecento lettere, scritte tra il 1932 e il 1990, donate dallo scrittore ad Alfredo Luzi nel 1986.

Nel 1986 riceve la laurea honoris causa in Lettere dall'Università di Urbino. Muore a Roma il 3 maggio 1993 nella sua casa al quartiere Parioli e viene sepolto nel piccolo cimitero di Vallerano, dove riposa anche Corrado Alvaro. La moglie Matilde Crespi Bigiaretti muore il 6 febbraio 2012 all'età di 97 anni e viene sepolta accanto al marito.

## La tematica
Bigiaretti rimane per un periodo di tempo uno scrittore isolato, difficile e scontroso, sia per l'innata timidezza sia per il complesso dell'autodidatta, ma egli, pur forse non essendo un maestro della comunicazione, è certamente un testimone attendibile del proprio tempo se non altro perché ha saputo raccontare con ammirevole sincerità i vizi e le virtù della borghesia italiana tra fascismo guerra e dopoguerra. La sua si può definire "ribellione estetica" contro il dannunzianesimo e la retorica fascista con la quale voleva raggiungere l'obbiettivo, in buona parte riuscito, di illuminare zone buie delle coscienze, dove nascono i mali degli uomini contemporanei: incomprensione, falsità, ipocrisia, alienazione, disamore. In questo senso si può ritenere "scrittore ideologico" e critico non troppo indulgente verso i protagonisti uomini dei suoi romanzi, spesso vittime di compromessi e cedimenti, a differenza delle donne, più positive e propositive. Ancora meno accomodante è verso la figura dell'intellettuale che, secondo lo scrittore, può ottenere la salvezza nella volontà di vivere e analizzando la crisi della società in cui vive o crede di vivere rinunciando, con un bagno d'umiltà, a missioni profetiche.
I romanzi e racconti di Bigiaretti puntano a una sottile analisi dei sentimenti e nelle ultime opere egli ha saputo anche affrontare il tema della funzione dell'intellettuale nella società moderna con serio impegno morale che, insieme a l'umiltà e al suo senso innato all'autocritica, sono riuscite a salvarlo dalla "fossa comune degli scrittori dimenticati".

## Intitolazioni
Il Comune di Matelica ha intitolato allo scrittore la biblioteca comunale e il Premio Biennale di Narrativa "Matelica - Libero Bigiaretti", svoltosi dal 1998 al 2010, nonché il più grande parco pubblico della città, situato alle porte del Centro Storico.
Nel 2015 il Comune di Vallerano, dove Bigiaretti possedeva una casa di campagna e dove è sepolto, ha istituito il premio letterario annuale "Corrado Alvaro - Libero Bigiaretti", in collaborazione con l’associazione intitolata appunto ai due artisti. Presidente del premio è lo scrittore Giorgio Nisini.

## Opere principali

### Poesia
- Ore e stagioni, Roma, Libreria italiana, 1936.
- Care ombre, Roma, Augustea, 1940.
- Lungodora, Roma, De Luca, 1955.

### Narrativa
- Esterina, Roma, Lettere d'oggi, 1942.
- Paese di Roma, Lettere d'oggi, 1942
- Incendio a Paleo, Roma, Cultura moderna, 1945.
- Un'amicizia difficile, Roma, De Luigi editore, 1945.
- Il villino, Milano, Garzanti, 1946.
- Un discorso d'amore, Milano, Garzanti, 1948.
- Carlone. Vita di un italiano, Milano, Garzanti, 1950.
- La scuola dei ladri, Milano, Garzanti, 1952.
- I figli, Firenze, Vallecchi, 1955.
- Disamore, Pisa, Nistri - Lischi 1956.
- Carte romane, Torino, E.R.I., 1958.
- Uccidi o muori, Firenze, Vallecchi, 1958.
- I racconti, Firenze, Vallecchi, 1961.
- Il Congresso, Milano, Bompiani, 1963.
- Le indulgenze, Milano, Bompiani, 1966.
- La controfigura, Milano, Bompiani, 1968.
- Il dissenso, Milano, Bompiani, 1969.
- Dalla donna alla luna, Milano, Bompiani, 1972.
- L'uomo che mangia Il leone, Milano, Bompiani, 1974.
- Due senza, Milano, Bompiani, 1979.
- Questa Roma, Roma, Newton & Compton Editori, 1981.
- Il viaggiatore, Milano, Rusconi, 1984.
- Abitare altrove, Milano, Firenze, Olschki, 1989; Milano, Bompiani, 1986.

### Saggistica
- Il dito puntato, Milano, Bompiani, 1967.
- Profili al tratto, Roma, Aracne, 2003.

### Teatro
- Intervista con Don Giovanni, in "Il caffè politico e letterario", a. VI, n. 9, settembre 1958, p. 1-13.
- Licenza di matrimonio, in "Il dramma", a. LXIV, n. 2, novembre 1968, p. 62-64.